# Naufragiați în spațiu
Naufragiați în spațiu (titlu original: Marooned) este un film SF american din 1969 regizat de John Sturges. În rolurile principale joacă actorii Gregory Peck, Richard Crenna, David Janssen, James Franciscus și Gene Hackman despre trei astronauți care sunt blocați și se sufocă încet în spațiu. Scenariul este bazat pe romanul din 1964  Marooned de Martin Caidin. 
În timp ce romanul original se bazează pe programul Mercury, filmul descrie un modul de comandă Apollo cu trei astronauți și o stație spațială asemănătoare cu Skylab. Caidin a fost consultant tehnic și a actualizat romanul, încorporând materiale adecvate din versiunea originală.
Filmul a fost lansat la mai puțin de patru luni după aselenizarea lui Apollo 11 ceea ce a atras un public enorm. A câștigat Premiul Oscar pentru cele mai bune efecte vizuale pentru Robbie Robertson.

## Distribuție
- Gregory Peck - Charles Keith
- Richard Crenna - Jim Pruett
- David Janssen - Ted Dougherty
- James Franciscus - Clayton Stone
- Gene Hackman - Buzz Lloyd
- Lee Grant - Celia Pruett
- Nancy Kovack - Teresa Stone
- Mariette Hartley - Betty Lloyd
- Scott Brady - Public Affairs Officer
- Frank Marth - Air Force Systems Director
- Craig Huebing - Flight Director
- John Carter - Flight Surgeon
- Walter Brooke - Network Commentator
- Vincent Van Lynn - Aerospace Journalist
- George Gaynes - Mission Director
- Tom Stewart - Houston Cap Com

## Producție
Cheltuielile de producție s-au ridicat la 8-10  milioane $.

## Lansare și primire
A avut încasări de 4,1 milioane $ din vânzările în SUA și Canada.